# Fronteras
Fronteras è una municipalità dello stato di Sonora nel Messico settentrionale, il cui capoluogo è la località omonima.
Conta 8.666 abitanti (2010) e ha una estensione di 2.624,36 km².
La località deve il suo nome alla antica frontiera tra il territorio dominato dagli spagnoli e quello degli apaches.